# GLAAD
A Gay & Lesbian Alliance Against Defamation (GLAAD) (em português:  Aliança Gay e Lésbica Contra a Difamação) é uma organização não-governamental estadunidense cujo foco é a monitoramento da maneira como a mídia retrata as pessoas LGBT. A GLAAD foi fundada em 1985 em Nova Iorque em resposta à cobertura sensacionalista da epidemia de AIDS pela mídia.